# Марс (подводная лодка)
К-123 «Марс» — российская многоцелевая атомная подводная лодка, строившаяся в 1990—1993 годах на заводе «Красное Сормово» в Нижнем Новгороде по проекту 945АБ «Марс», разработанному ЦКБ «Лазурит» и ставшему развитием проекта 945А «Кондор».

## Описание проекта
Атомная подводная лодка проекта 945АБ завершила работы ЦКБ «Лазурит» в области малошумных титановых атомных подводных лодок. Ко времени начала строительства корабля у проектировщиков уже имелись результаты акустических испытаний головной подводной лодки проекта 945 К-239, и строительство велось с учётом этих данных, что гарантировало дальнейшее снижение шумности корабля. В частности, проект предполагал отсутствие жёсткого соединения гребного вала и корпуса корабля.
Лодка была заложена в марте 1990 года на заводе № 112 «Красное Сормово» под строительным номером 3005 и до 1992 года носила обозначение К-536. На корабле предполагалась установка усовершенствованного гидроакустического комплекса «Кижуч», а также оборудования для запуска стратегических крылатых ракет С-10 «Гранат».
В ноябре 1993 года строительство лодки было прекращено при 30 % готовности в связи с прекращением финансирования. Недостроенный корабль был разрезан на стапеле.